# Guarda Real da Dinamarca
Guarda Real da Dinamarca (Den Kongelige Livgarde) é regimento do Exército Real Dinamarquês cuja missão principal é oferecer segurança ao Monarca e aos membros da Família real. Fundada em 1658 por Frederico III, a Guarda Real também protege as residências reais em Copenhaga: o Palácio de Amalienborg, Kastellet e o Castelo Rosenborg. Também protege o monarca durante sua estadia nos Palácios de Fredensborg, Marselisborg e Christiansborg, além de outras residências reais no território dinamarquês. 